# Inga Schuldt
Inga Schuldt (* 1. April 1997 in Rostock) ist eine deutsche Fußballspielerin. Die Torhüterin steht seit Sommer 2024 beim Hamburger SV unter Vertrag.

## Karriere

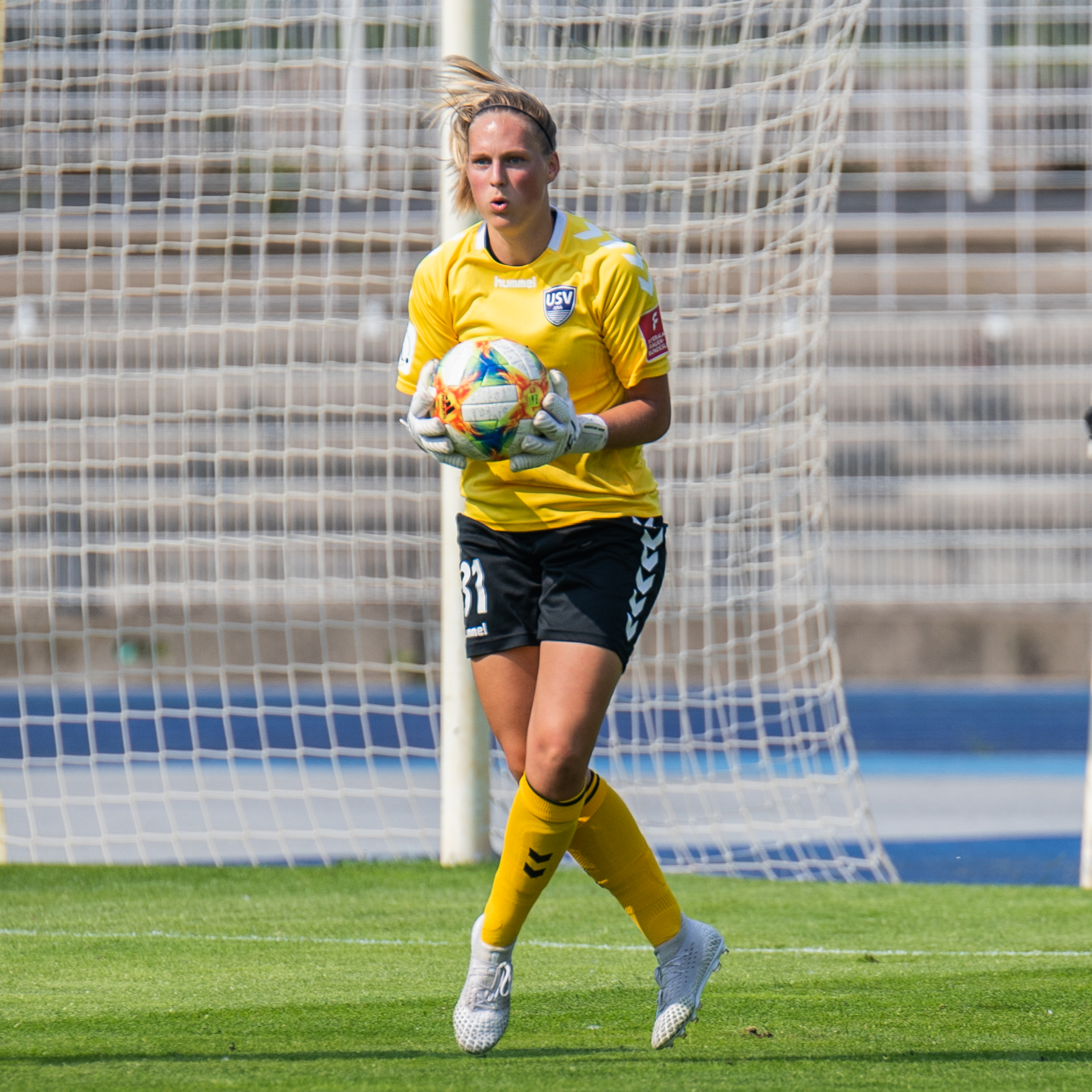
Inga Schuldt im Trikot des FF USV Jena (2020)

### Vereine
Schuldt spielte in der Jugend für den SV Hafen Rostock 61 und den SV 47 Rövershagen. 2010 wechselte sie in das Nachwuchsleistungszentrum zum 1. FC Neubrandenburg 04, von da ging es zwei Jahre später zum 1. FFC Turbine Potsdam, wo sie in den folgenden Jahren zunächst für die B-Juniorinnen-Mannschaft zu 22 Einsätzen in der B-Juniorinnen-Bundesliga kam. 2012/13 und 2013/14 wurde sie mit den Potsdamerinnen Meisterin der Nord/Nordost-Staffel. Nachdem sie 2013 im Halbfinale der Endrunde um die deutsche B-Juniorinnen-Meisterschaft den FC Bayern München gescheitert war, folgte 2014 der Einzug ins Finale um die Deutsche B-Juniorinnen-Meisterschaft, wo sie erneut dem FC Bayern unterlag, aber die deutsche B-Juniorinnen-Vizemeisterschaft erringen konnte. Zu Beginn der Saison 2014/15 rückte Schuldt in den Kader der zweiten Mannschaft des 1. FFC Turbine Potsdam auf, für welche sie bis 2019 insgesamt 66 Spiele in der 2. Frauen-Bundesliga bestritt. Dabei erzielte sie im März 2016 beim 6:1-Auswärtssieg gegen Holstein Kiel einen Treffer, nachdem sie zum Ende des Spiels als Feldspielerin eingewechselt worden war. Ab 2017 gehörte sie hinter Lisa Schmitz und Vanessa Fischer als Nummer 3 zudem dem Kader der ersten Mannschaft des Potsdamer Vereins an, kam jedoch zu keinem Einsatz.
Zur Saison 2019/20 wechselte Schuldt zum Frauen-Bundesliga-Aufsteiger FF USV Jena. In die Saison ging sie als Nummer 2 hinter Sarah Hornschuch. Bereits am 2. Spieltag kam sie zu einem Einsatz bei der 2:6-Auswärtsniederlage gegen ihren ehemaligen Verein Turbine Potsdam. Am 11. Spieltag kehrte sie zurück in das Tor von Jena, behielt diese Position bis zum 14. Spieltag, ehe sie am 15. und 16. Spieltag den Platz zwischen den Pfosten wieder an Hornschuch abgeben musste. Nach der durch die COVID-19-Pandemie bedingten Pause der Bundesliga stand Schuldt am 17. Spieltag (7. Juni 2020) bei der 0:6-Niederlage gegen den SC Freiburg wieder im Jenaer Tor. In der Saison 2020/21, in der die Jenaer in der 2. Frauen-Bundesliga spielten, war sie neben Laura Kiontke und Mailin Wichmann als Torhüterin im Einsatz um kam zu 8 Ligaspielen. Ihren im Sommer 2021 auslaufenden Vertrag verlängerte sie und wurde nach dem Wiederaufstieg in die Bundesliga erneut die Nummer 1 im Jenaer Tor. In der Saison 2021/22 stand sie in 19 Bundesligaspielen im Jenaer Tor, konnte den direkten Wiederabstieg jedoch nicht verhindern. Zur Saison 2022/23 wechselte Schuldt zum Mitabsteiger SC Sand, für den sie 14 Mal auflief.
Zur Saison 2023/24 wechselte sie zu den YB Frauen in die Women’s Super League, wo sie als Nummer zwei hinter Jara Ackermann sie zu vier Ligaeinsätzen kam. Nach nur einer Saison verließ sie den Schweizer Club wieder und unterzeichnete im Juni 2024 einen Zweijahresvertrag beim Hamburger SV, mit dem sie 2025 als Tabellendritter in die Bundesliga aufstieg. Dabei kam sie in 22 Ligaspielen zum Einsatz und blieb zwölf Mal ohne Gegentreffer.

### Nationalmannschaft
Als Nationalspielerin debütierte Schuldt für die U-19-Nationalmannschaft, die am 11. Februar 2015 das in Stara Pazova in Freundschaftsspiel gegen die U-19-Nationalmannschaft Serbiens mit 7:3 gewann; bei ihrem einzigen Einsatz im Trikot des DFB wurde sie in der 19. Minute für Carina Schlüter eingewechselt.

## Erfolge
- Aufstieg 2025 in die Bundesliga